# 王康 (足球运动员)
王康（1989年7月24日—），男，中國足球运动員，场上位置是中场，现在效力于中国足球乙级联赛球队江西联盛。

## 俱乐部生涯
王康出自武汉光谷青训体系。2009年由于武汉光谷退赛而转入新成立的湖北绿茵足球俱乐部。2012年转会至新成立的湖北华凯尔征战中乙联赛，并在2014年随队主场迁往新疆。2017年王康转会加盟中乙球队江西联盛。